# Ministrowie spraw zagranicznych Liberii
Lista ministrów spraw zagranicznych Liberii. Wcześniej sprawujący tę funkcję nazywani byli Sekretarzami Stanu.
- Charles King, 1912–1920
- Edwin Barclay, 1920–1930
- Louis Arthur Grimes, 1930–1934
- Clarence Lorenzo Simpson, 1934–1943
- Gabriel Lafayette Dennis, 1944–1953
- Momolu Dukuly, 1954–1960
- Joseph Rudolph Grimes, 1960–1972
- Rocheforte Lafayette Weeks, 1972–1973
- Charles Cecil Dennis, 1973–1980
- Gabriel Baccus Matthews, 1980–1981
- Henry Boimah Fahnbulleh, 1981–1983
- Ernest Eastman, 1983–1986
- John Bernard Blamo, 1986–1987
- Joseph Rudolph Johnson, 1987–1990
- Gabriel Baccus Matthews, 1990–1993
- Momolu Sirleaf, 1993–1994
- Dorothy Musuleng-Cooper, 1994–1995
- Momolu Sirleaf, 1995–1996
- Monie Captan, 1996–2003
- Lewis Brown, 2003
- Thomas Nimely, 2003–2006
- George Wallace, 2006–2007
- Olubanke King-Akerele, 2008-